# 정현옥 (1957년)
정현옥(鄭賢玉, 1957년 10월 17일 ~ , 서울)은 대한민국의 공무원이다. 

## 학력
- 경기여자고등학교 졸업
- 성균관대학교 영어영문학 학사
- 위스콘신매디슨대학교 대학원 노사관계학 석사

## 경력
- 제28회 행정고시 합격
- 노동연수원 사무관
- 노동부 근로기준과장
- 노동부 기획예산담당관
- 노동부 산업재해보상보험심사위원회 위원장
- 노동부 홍보관리관
- 경제사회발전노사정위원회 운영국장
- 경인지방노동청장
- 고용노동부 산업안전보건국장
- 고용노동부 근로기준정책관
- 고용노동부 근로기준국장
- 중앙노동위원회 상임위원
- 근로복지공단 비상임이사
- 고용노동부 차관
- 2017.01 ~ : 강원발전연구원 자문위원회 일자리 자문위원